# Geografía de Gabón
Gabón es un país situado en África occidental, bordeando el Océano Atlántico. 

Mapa de Gabón.

Gabón está situado en la costa atlántica de África central. En el sentido de las agujas del reloj desde el noroeste, limita con Guinea Ecuatorial, Camerún, y la República del Congo.
La mayor parte del interior del país está cubierto por una densa selva.
Existen tres regiones: la llanura costera, con muchos lagos y lagunas; la región montañosa de los Montes Cristal y las mesetas onduladas orientales, cuyo punto más alto es el Monte Iboundji, de 1575 m de altitud.
Existe una importante red hidrográfica que se extiende por todo el territorio gabonés.
El río más largo de Gabón es el Ogooué, que nace en el Congo Occidental. El Ogooué y sus afluentes corren en dirección oeste, formando profundos valles a través de las accidentadas mesetas de Gabón. Luego, se ensancha para formar un amplio delta que cruza la planicie costera. Al sur del Ogooué, el terreno asciende hasta el macizo de Chaillu.
El clima es caluroso y húmedo con fuertes lluvias entre octubre y mayo.
La fauna de esta zona incluye antílopes y elefantes.

## Fronteras
Gabón tiene un total de 2.251 km de fronteras internacionales. Limita con Guinea Ecuatorial (350 km) y Camerún (298 km) al norte y la República del Congo (1.903 km) al oeste y Sur.

## Relieve

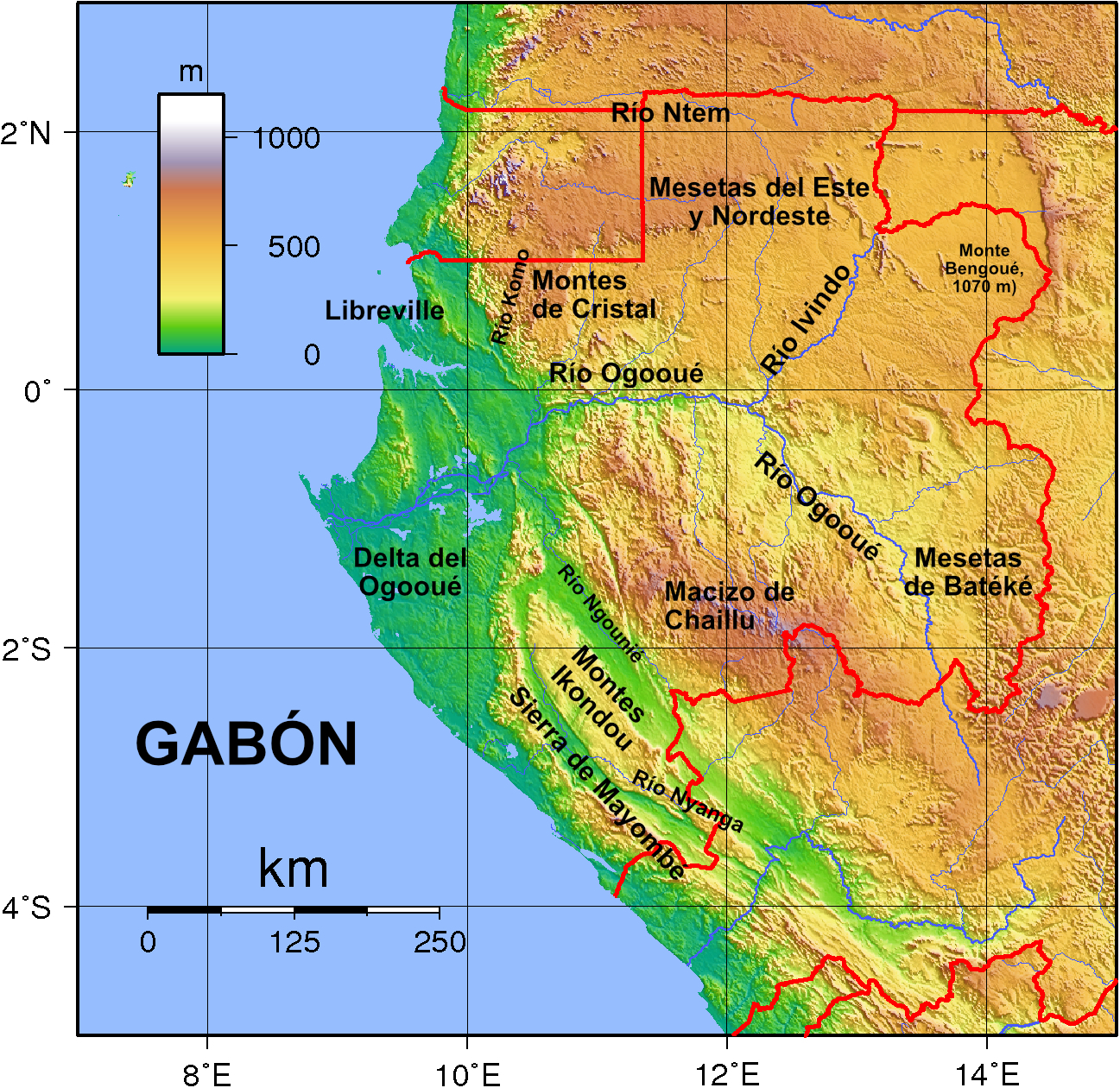
Mapa topográfico de Gabón

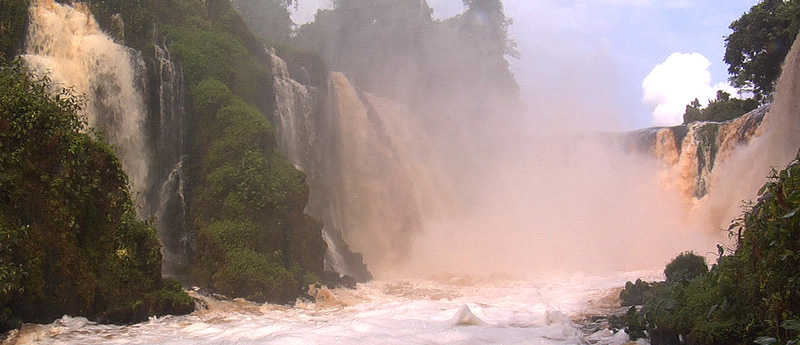
Cataratas de Kongou, en el río Ivindo, afluente del Ogooué

La costa norte está surcada por una llanura de 20 a 300 km de amplitud a lo largo del océano Atlántico; está salpicada de manglares que forman parte de la ecorregión manglar de África central. El río Ogooué forma, a partir de Lambaréné, un enorme delta interior salpicado de lagos, pantanoso y de difícil acceso, rodeando la península de Port Gentil. La desembocadura está al sur de esta península; al norte, se encuentra una llanura arenosa que llega hasta el estuario de Gabón, al otro lado del cual se halla Libreville, y más allá, un corto litoral rocoso, entre el cabo Estérias y la frontera ecuatoguineana. Hay otras dos llanuras al sudoeste, en el valle del río Nyanga, a la altura de Tchibanga, y en Ngounié, a la altura de Mouila. Ambas son kársticas y con pocos cursos de agua.
Al sur de la costa se encuentra la sierra de Mayombé, de poca altura, y los montes Ikondou. Entre ambos se encuentra el valle del río Nyanga, que discurre hacia el norte y desemboca cerca de Bouda.
La sierra de Mayombé es una cadena de rocas cristalinas que se extiende paralela al litoral, de noroeste a sudeste, desde Lambaréné, en Gabón, hasta Angola, atravesando todo el Congo. La mayor parte de las crestas culminan a 350 o 400 m con puntos más altos de 700 u 800 m, por ejemplo, 833 m en el macizo de Koumounanwali, por encima de la llanura de Ngounié.
Al norte de la sierra de Mayombé, separados por el río Nyanga, se encuentran los montes de Ikondou (500-600 m) y, tras estos, el valle del río Ngounié, que hace un largo recorrido por la vecina República del Congo. A continuación, siempre en el sur del país, se encuentran los montes Chaillu, que se extienden en parte por la República del Congo. Sus puntos culminantes son el monte Milondo, de 1.020 m, y el monte Iboundji, de 972 m. Chaillu es denominado el castillo de agua de Gabón, por los numerosos ríos que nacen en el amplio macizo.
Al norte del país, se encuentran los montes de Cristal (1.050 m), al nordeste de Libreville, adosados a la parte occidental de las mesetas del nordeste, con un relieve muy accidentado, cortado por profundos valles y conocidas cascadas, como las de Kinguélé, de 95 m de altura, y las de Tchibélé.
La mayor parte del país, no obstante, está cubierta de colinas y mesetas. La más importante se encuentra al norte, en las provincias de Woleu-Ntem y Ogooué-Ivindo. Se trata de un zócalo precámbrico, a veces fuertemente cortado por cursos de agua y la erosión. En esta vasto conjunto se halla el punto culminante de Gabón, el monte Bengoué, de 1.070 m, al nordeste del país, en Ogooué-Ivindo, en un paisaje de mesetas escalonadas, de una altura que varía entre 500 y 700 m, completamente cubiertas de bosques y colinas de las que emergen los inselbergs.
En el otro extremo del país, al sudeste, se encuentra las mesetas de Batéké, cerca de la frontera congolesa, con alturas entre 500 y 800 m, formada por areniscas recientes de la era terciaria, restos de una antigua zona volcánica, atravesadas por cursos de agua que forman circos de erosión, como en Lékoni, en una zona deforestada.

### Geología
Gabón está situado en el extremo noroeste del cratón del Congo. Se distinguen claramente tres unidades estratigráficas: el zócalo arcaico y los sedimentos proterozoicos, que cubren el 75 por ciento del país, y la cobertera sedimentaria del Fanerozoico.
El zócalo arcaico corresponde al macizo del norte y el este de Gabón y al macizo de Chaillu. Los sedimentos proterozoicos corresponden a los valles del Ogooué y el Nyanga. Los sedimentos del Fanerozoico se encuentran en las mesetas Batéké y en la orilla de la costa donde se encuentran los yacimientos petrolíferos.
El cratón antiguo hace que el país posea un subsuelo rico en minerales, ya que los metales preciosos y los diamantes tienden a reaguparse con el tiempo. Gabón es el segundo productor mundial de manganeso, y también produce oro, hierro y niobio. Con el fin de transportar el manganeso hasta la costa, en 1999 se puso en servicio una línea de ferrocarril de 669 km conocida como el Transgabonés.
En la región de Franceville, en Oklo, se han encontrado varios reactores nucleares naturales, que estaban activos hace dos mil millones de años. De la misma época es el grupo fósil de Franceville, la forma de vida pluricelular más antigua que se conoce.

## Hidrografía

Ríos de Gabón

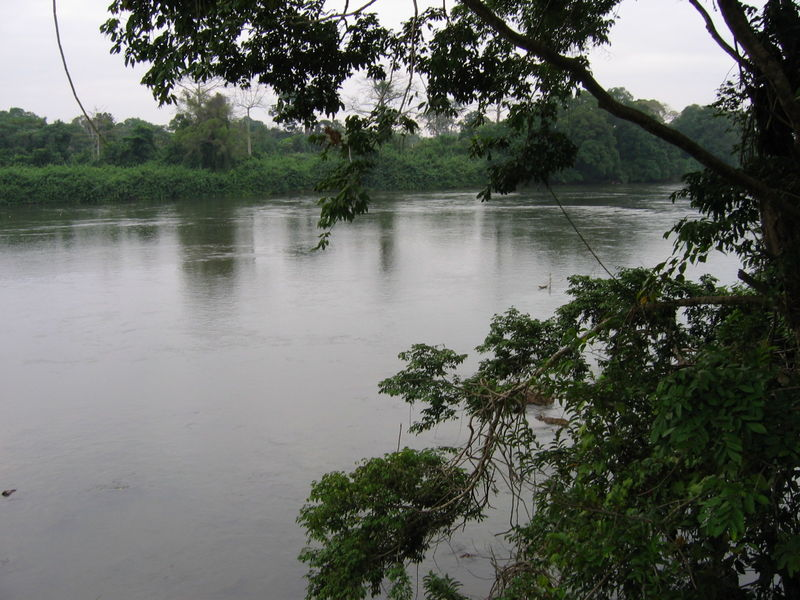
El río Ngounié, afluente del río Ogooué, en Maouila.

El territorio de Gabón está dominado en sus cuatro quintas partes por el río Ogooué, con una cuenca de 215.000 km²), de ahí que cinco provincias, de las nueve que tiene el país, lleven su nombre. Nace en la República del Congo, y sus principales afluentes son el río Ivindo, que drena el cuarto nordeste de Gabón, y el río Ngounié. En el río Ivindo se encuentran las cataratas de Kongou, además del parque nacional de su nombre. En el río Ogooué se encuentra, en el nordeste, el embalse de Grand Poubara, 15 km al sur de Franceville. Otros afluentes son los ríos Mpassa, Sébé, Djadié, Okano, Abanga, Lolo y Offoué. El Ogooué es navegable los últimos 180 km, desde Lambaréné, donde tiene un caudal de 4.700 m³/s.
La segunda cuenca en importancia es la del río Nyanga, en el sudeste, con una cuenca de 20.000 km² en Gabón y de 600 km de longitud; nace en el macizo de Chaillu, atraviesa el departamento de Niari, en la República del Congo y vuelve a Gabón en un giro de 90 grados hacia el norte. Antes de girar hacia el oeste y hacia el mar recibe a su principal afluente, el río Moukalaba.
La tercera cuenca es la del río Komo, con una cuenca de 5.000 km² y un caudal en el estuario de 160 m³/s, que nace en Guinea Ecuatorial y desemboca en el estuario de Gabón, que alcanza el mar en Libreville. Su mayor afluente es el río Mbei, donde se hallan las cataratas Kinguele y los embalses de Kinguele y Tchimbele. 
El río Ntem, al norte, forma frontera con Camerún.
El delta del Ogooué está sembrado de lagos, entre los que destacan los lago Onangué, Ezanga, Mandjé, Ogognié, Avanga y Anengué, en la orilla izquierda, y, en la derecha, Azingo, Nkonié, Gome y Opindalwango.
Además de en el delta del río Ogooué, se encuentran diversos lagos a lo largo de la costa y humedales en el nordeste del país, donde los ríos drenan la meseta (ríos Ayina y Djoua, Ivindo y Ntem).

## Clima

Mapa de Köppen del clima de Gabón. En azul claro, clima tropical de sabana, en azul oscuro, monzónico.

El clima de Gabón es ecuatorial, cálido y húmedo todo el año en las zonas del norte y el interior, con una pequeña estación seca entre junio y agosto. En el centro y sur de la costa las temperaturas refrescan durante la época seca, que se pronuncia en el lejano sur, entre mayo y septiembre.
En el norte, las temperaturas varían muy poco. En Bitam, en el interior, cerca de la frontera con Guinea Ecuatorial y Camerún, caen 1745 mm al año en 120 días, con un acusado descenso en julio y agosto (25-40 mm) y otro menor entre diciembre y febrero (50-70 mm) y un máximo en octubre (300 mm); las temperaturas oscilan todo el año entre los 20.oC y los 30.oC, y en julio y agosto se quedan en 27.oC.
Las precipitaciones en todo el país oscilan entre los 1.500 y los 2.000 mm, con un máximo en el norte de la costa de 3.000 mm. Libreville, la capital, que se encuentra en este lugar, recibe entre 2.590 y 2880 mm en 160 días, con un notable descenso entre junio y agosto, hasta el punto de que en julio no llueve ningún día, mientras en noviembre caen más de 400 mm. Las temperaturas apenas varían entre los 22.oC de julio y los 24.oC de mínima en diciembre, y los 28-31.oC de máxima.
En el sur de la costa, el invierno es más notable. En Tchibanga caen unos 1585 mm en 127 días, y en Mayumba unos 1700 mm, pero en ambos deja de llover entre junio y agosto y en septiembre solo caen 50 mm. Las temperaturas bajan a los 18.oC de mínimas medias en julio y las máximas suben a 32.oC en abril. La mejor época para ir es en julio y agosto. La temperatura del mar oscila entre los 25.oC de julio y los 29.oC de febrero a abril.

## Medio ambiente

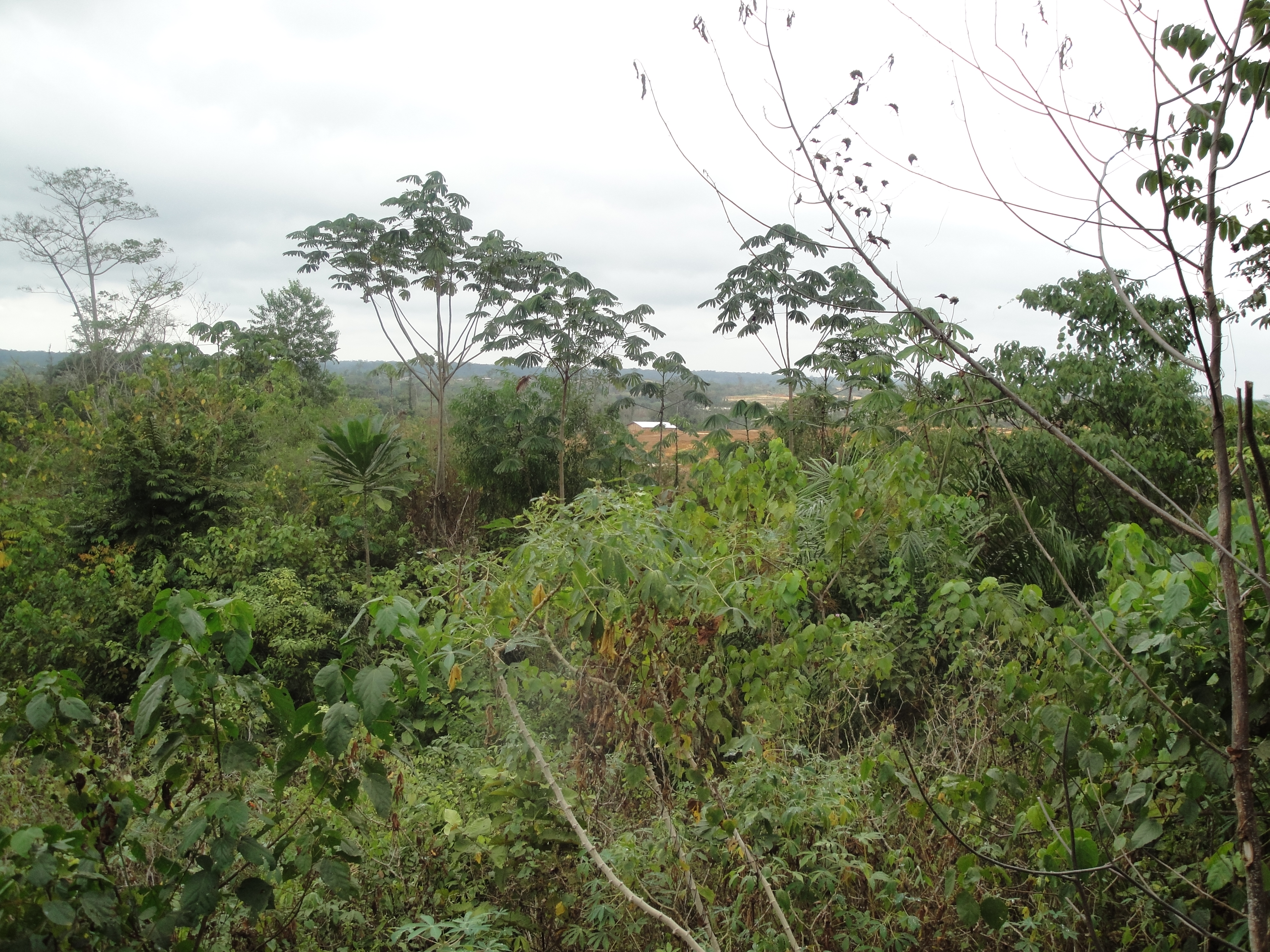
Vegetación a las afueras de Libreville

Gabón está cubierto en un 80 por ciento por bosques. Su biodiversidad es una de las más elevadas del planeta, con en torno a 700 especies de aves, 98 especies de anfibios, entre 95 y 160 especies de reptiles, cerca de 10 000 especies de plantas, más de 400 especies de árboles y casi 200 especies de mamíferos. Hay especies raras como el pangolín de Gabón y el pavo calvo o picathartes, y endémicas, como el cercopiteco de Gabón.
Gabón es un importante refugio de elefantes de bosque, gorilas occidentales de llanura y chimpancés. En 1999, el ecólogo y conservacionista americano J. Michael Fay realizó un recorrido de 455 días y unos 6.000 km a lo largo de la cuenca del Congo, conocido como MegaTransect, con el patrocinio de la National Geographic Society. A raíz de sus descubrimientos y posteriores conversaciones con el presidente de Gabón, Omar Bongo, Gabón anunció la creación de 13 parques nacionales, en la Cumbre de la Tierra de Johannesburgo, en 2002.

## Geografía humana

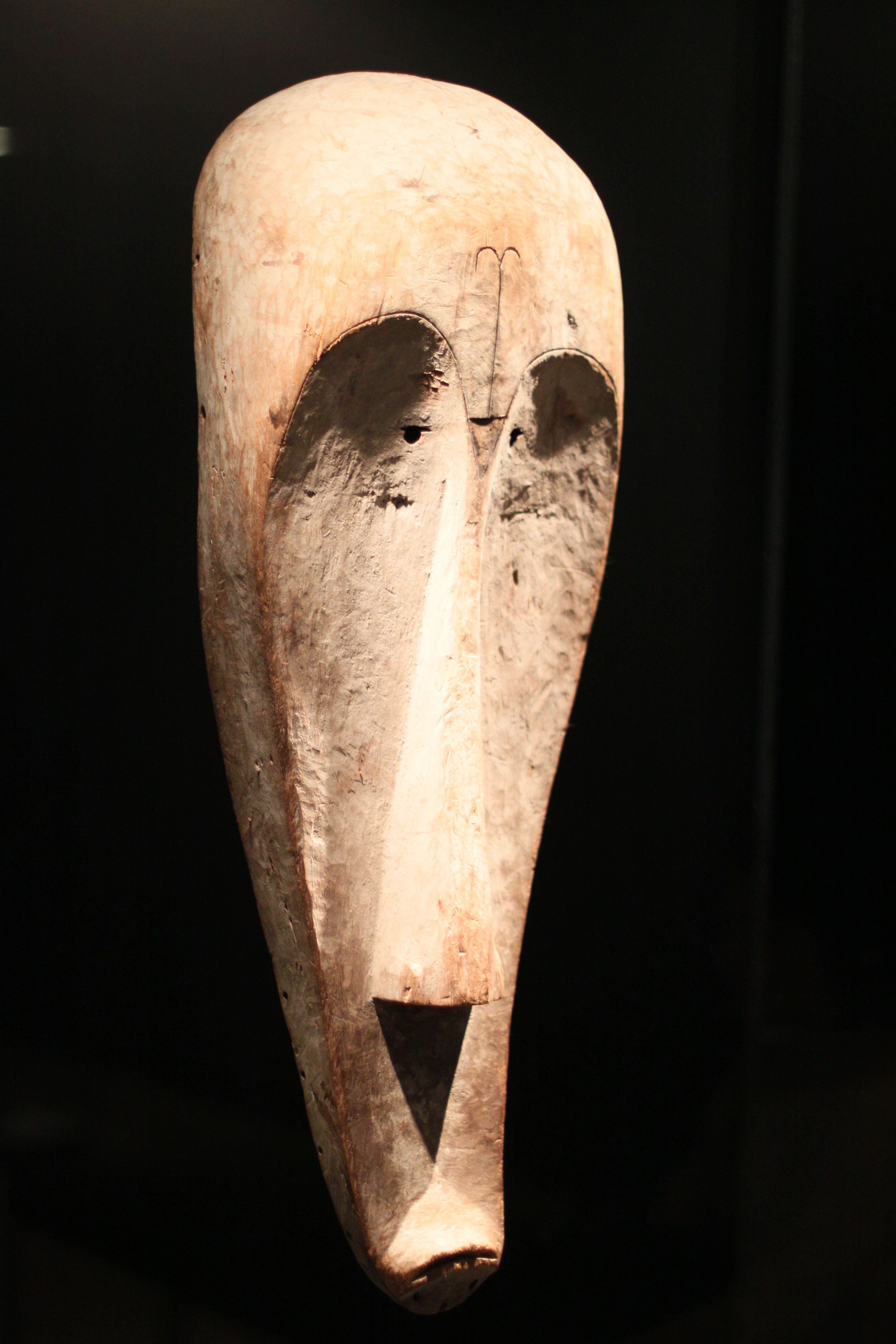
Máscara fang utilizada en la ceremonia ngil, en busca de chamanes. Las máscaras son una de las características principales de las etnias gabonesas.

La población estimada de Gabón en 2020 es de 2.225.000 personas, con una densidad de 9 hab/km². La población urbana es del 87-90% y la media de edad es de 22 años. El número de habitantes casi se ha doblado desde finales del siglo XX.
La presencia de petróleo hace que Gabón sea uno de los países más ricos de África, pero la riqueza está desigualmente repartida y la pobreza está generalizada. Más del 60% de la población tiene menos de 25 años. La esperanza de vida es de 67 años para los hombres y de 71 años para las mujeres. La media de hijos por mujer era en 2020 de 3,41. La tasa de crecimiento es del 2,5%, con una natalidad de 26,3 nacimientos por mil habitantes en 2020 y una mortalidad de 5,9 por mil.
Por grupos religiosos, el 42,3% son católicos; el 12,3% son protestantes, el 27,4% pertenece a otros cristianos evangélicos; el 9,8% son musulmanes; el 0,6% son animistas, y el resto, es desconocido. El idioma oficial es el francés, hablado por un 80% de la población, seguido del fang, hablado por un 32%, el myene, el nzebi, el bapounou/eschira y el bandjabi. Cada etnia tiene su propia lengua.

#### Etnias de Gabón
La población de Gabón disminuyó entre 1900 y 1940 debido a factores ambientales e históricos. En la actualidad, hay unas 40 etnias con distintas culturas y lenguas. Los habitantes originales del país fueron lps pigmeos, de los que solo quedan unos tres mil repartidos en pequeños grupos por la selva. La etnia dominante, los fang, vinieron del norte en el siglo XVIII y se asentaron en el norte de Gabón. Sus descendientes se mezclaron con otros grupos bantúes. Solo el 80 por ciento de los gaboneses han nacido en el propio país, y las etnias principales son fang, el 23.2%; shira-punu/vili, el 18.9%; nzabi-duma, el 11.3%; mbede-teke, el 6.9%; myene, el 5%; kota-kele, el 4.9%; okande-tsogo, el 2.1%; pigmeos, el 0,3%, y otros, el 7.5%. El otro 20% está formado por camerunenses, el 4,6%; malinenses, el 2,4%; benineses, el 2,1%, con la nacionalidad adquirida, el 1,6%, togoleses, el 1,6%; senegaleses, el 1,1%, congoleños de Brazzaville, el 1%, y otros, el 5,5%.

## Áreas protegidas de Gabón
En Gabón hay 62 áreas protegidas con una superficie total de 59.078 km², el 22,44% del territorio (266.045 km²), y 55.721 km² de áreas marinas, el 28,83% de los 193.293 km² que pertenecen al país. Gabón es pues, uno de los países con más superficie protegida del mundo. Hay 13 parques nacionales, 9 áreas marinas, 1 reserva presidencial, 3 reservas de fauna, 1 área de gestión natural, 3 áreas de caza, 1 reserva de caza, 11 reservas aucáticas y 9 zonas de influencia de parques marinos. Además, hay 1 reserva de la biosfera de la Unesco, 1 sitio patromonio mundial y 9 sitios Ramsar.

#### Parques nacionales

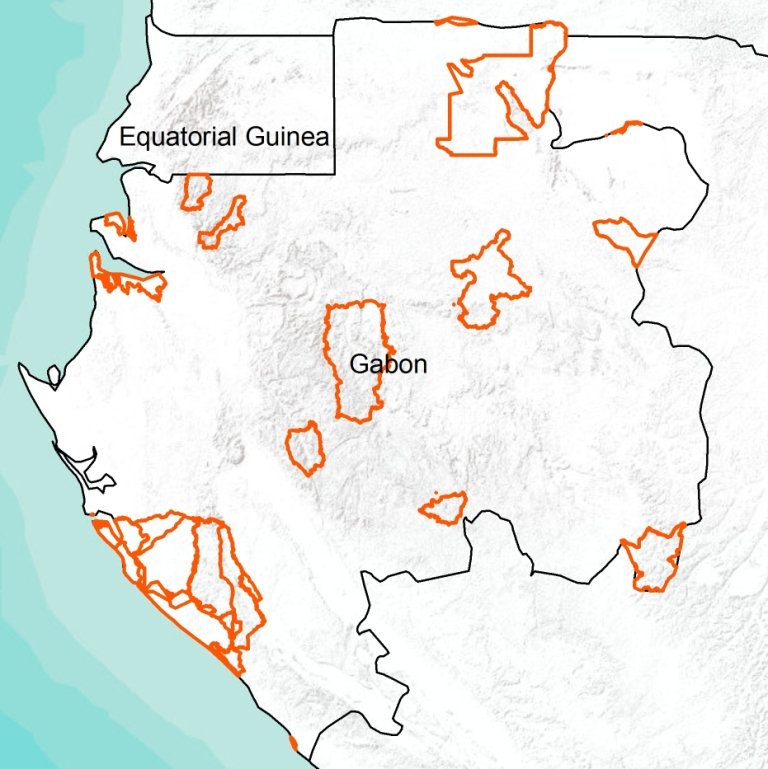
Parques nacionales de Gabón

Los 13 parques nacionales fueron creados en 2012 por el presidente Omar Bongo, que creó al mismo tiempo la Agencia Nacional para los Parques Nacionales (Agence nationale des parcs nationaux), responsable de su gestión.
- Parque nacional de Akanda
- Parque nacional de Birougou
- Parque nacional de Ivindo
- Parque nacional de Loango
- Parque nacional de Lopé
- Parque nacional de Mayumba
- Parque nacional de Minkébé
- Parque nacional de los Montes de Cristal
- Parque nacional de Moukalaba-Doudou
- Parque nacional de Mwagna
- Parque nacional de las Mesetas Batéké
- Parque nacional de Pongara
- Parque nacional de la Waka